# Calcinaat
Calcinaat is een vaste oxide die ontstaat bij calcinatie, een proces waarbij een erts of andere vaste stof verhit wordt tot de temperatuur waarbij ze door dissociatie uiteenvalt in haar componenten. Daarbij kunnen naast het calcinaat vluchtige stoffen ontstaan, zoals waterdamp (H2O) en koolstofdioxide (CO2).
Een simpele calcinatiereactie is bijvoorbeeld de verhitting van calciumcarbonaat. Hierbij ontstaan ongebluste kalk en koolstofdioxide. De reactie is als volgt:
{\displaystyle {\ce {CaCO3 (s) <=> CaO (s) + CO2 (g)}}}
Beide reactieproducten zijn oxiden, maar alleen de ongebluste kalk (CaO) is vast en wordt als calcinaat beschouwd.
Een voorbeeld van een industrieel proces waarbij calcinaat ontstaat, is de winning van fosfor uit fosfaaterts. Het erts wordt verhit tot rond de 1300 °C. Bij deze temperatuur reduceert fosfor tot een enkelvoudige stof (P4). Het erts bevat echter ook metalen, die in oxiden achterblijven. Deze oxiden vormen het calcinaat. Tijdens deze smeltmethode kan een deel van de metalen ook reduceren tot enkelvoudige stof. Al naargelang welke spoorelementen aanwezig zijn, kunnen daarom dampen van schadelijke zware metalen vrijkomen. Om dit te voorkomen wordt vooraf silica (SiO2) aan het erts toegevoegd. De silica reageert met de metalen die in de fosfaaterts aanwezig zijn, waarbij een glasachtig calcinaat vormt. Als het productieproces zich herhaalt, kan de concentratie zware metalen toenemen, waaronder ook radio-actieve isotopen. Zodoende kan het calcinaat dat bij dit proces ontstaat als laag- en middelradioactief afval aangemerkt worden.